# Seconda battaglia di Chattanooga
La seconda battaglia di Chattanooga è stato un episodio della campagna di Chickamauga della guerra di secessione americana.

## Contesto
Il 16 agosto 1863 il maggiore generale William S. Rosecrans, comandante dell'Armata del Cumberland, lanciò una campagna per conquistare Chattanooga (in Tennessee) e incaricò il colonnello John T. Wilder di marciare verso un'area a nord-est della città al fine di far credere al generale confederato Braxton Bragg che l'esercito nordista avrebbe attaccato da quella direzione

## La battaglia
Il 21 agosto Wilder raggiunse il fiume Tennessee e iniziò a bombardare la città affondando due navi a vapore e colpendo una chiesa piena di civili, provocando molte vittime.

## Conseguenze
Il bombardamento proseguì per due settimane durante le quali gli uomini di Rosecrans attraversarono il Tennessee più a sud.
Resosi conto, ormai tardi, che l'attacco a Chattanooga rappresentava solo un diversivo, Bragg, per non rischiare l'accerchiamento, sgomberò la città lasciandola nelle mani del nemico.